# サブラ
『sabra』（サブラ）は、かつて小学館から発行されていた総合誌であり、現在は同社が運営するグラビアウェブサイト（Sabra net）、及び電子雑誌の名称である。雑誌時代は毎月25日発売。

## 概要
2000年5月11日に毎月第2・第4木曜日発売の月2回刊の雑誌として創刊。当初はウェブサイトとの連動などインターネットを強く意識した総合誌の色合いが強く、石丸元章の「地獄巡り」等の連載もあった。その後、徐々に方向転換しアイドルのグラビアを多く掲載するようになった。2007年8月23日発売の2007年9月27日号（通巻178号）以降は、月2回刊から月刊となっている。
「sabra」とは、アラビア語でサボテンまたはサボテンの実を意味する言葉（正確には、サボテンの中でも最もポピュラーなヒラウチワサボテンを意味する）。表面は堅く刺もあるが、内側にはたっぷりと水分を含んだ甘い中身があり、中東では、いい男の代名詞でもある。レイモンド・チャンドラーの小説『プレイバック』での主人公フィリップ・マーロウの台詞として有名な「男は強くなければ生きられない。優しくなければ生きてゆく資格がない」という意味も込めて、雑誌のタイトルとなった。
本誌はおおまかにGirls、Special Features、Special Supplements、Portal News、Shortcuts、Informations、Regulars、Culture Shockの項目から成っている。
2009年10月19日、小学館は2010年1月25日発売の2010年3月号をもって休刊することを発表した。
雑誌としての休刊後もウェブサイトはグラビア中心の内容で継続されており（Sabra net）、本誌情報の「net generally」を除き2011年から2017年現在も更新されている。Gyaoやyahooとの提携し、「sabra×Gyao」「sabra×zero」の提供も行っていた。
2024年10月1日、年4回配信される季刊の電子雑誌として、約15年振りに復刊された。

## 特徴
すべての情報をWebにリンクさせたクールカルチャーマガジンである。グラビアアイドルからアイドル、女優、政治、経済、Webコンテンツ、音楽、スポーツ、ニュース、映画、車など様々な分野を扱っている。
毎月、表紙図書カードのプレゼント企画を行っている。また、人気アイドルの動画を収録したDVDを付録としている。2006年11月9日発売の2006年12月14日号では、世界で初めてHD DVDメディアでの付録が付けられた。

## 発行部数
|        | 1〜3月    | 4〜6月     | 7〜9月    | 10〜12月  |
| ------ | --------- | ---------- | --------- | --------- |
| 2008年 |           | 105,333 部 | 95,334 部 | 88,000 部 |
| 2009年 | 84,667 部 | 84,000 部  | 84,334 部 |           |